# Tournoi d'ouverture du championnat du Costa Rica de football 2018
Navigation
Saison précédente Saison suivante
Le Tournoi Apertura 2018 est le vingt-troisième tournoi saisonnier disputé au Costa Rica.
C'est cependant la 108e fois que le titre de champion du Costa Rica est remis en jeu.
Lors de ce tournoi, le Deportivo Saprissa a tenté de conserver son titre de champion du Costa Rica face aux onze meilleurs clubs costariciens.
Chacun des douze clubs participant au championnat était confronté deux fois aux onze autres équipes. Puis les quatre meilleurs se sont affrontés lors d'une phase finale à la fin de la saison.
Seulement une place était qualificative pour la Ligue des champions de la CONCACAF ou pour la Ligue de la CONCACAF.

## Les 12 clubs participants
| \| LD Alajuelense CS Cartagines CS Herediano Limon FC Municipal Pérez Zeledon AD Carmelita Deportivo Saprissa Universidad AD San Carlos SD Santos Guadalupe FC — Municipal Grecia \| Localisation des clubs. |
| LD Alajuelense CS Cartagines CS Herediano Limon FC Municipal Pérez Zeledon AD Carmelita Deportivo Saprissa Universidad AD San Carlos SD Santos Guadalupe FC — Municipal Grecia                               |

Ce tableau présente les douze équipes qualifiées pour disputer le championnat 2017-2018. On y trouve le nom des clubs, le nom des stades dans lesquels ils évoluent ainsi que la capacité et la localisation de ces derniers.
| Club                    | Stade                         | Capacité | Ville                  |
| LD Alajuelense          | Stade Alejandro Morera Soto   | 17 900   | Alajuela               |
| AD Carmelita            | Stade Alejandro Morera Soto   | 17 900   | Alajuela               |
| CS Cartagines           | Stade José Rafael Ivankovich  | 13 500   | Cartago                |
| Municipal Grecia        | Stade Allen Riggioni          | 4 000    | Grecia                 |
| Guadalupe FC            | Stade Coyella Fonseca         | 4 500    | Guadalupe              |
| CS Herediano            | Stade Eladio Rosabal Cordero  | 8 100    | Heredia                |
| Limon FC                | Stade Juan Gobán              | 3 000    | Puerto Limón           |
| Municipal Pérez Zeledon | Stade Municipal Pérez Zeledón | 6 000    | San Isidro del General |
| AD San Carlos           | Stade Carlos Ugalde Álvarez   | 5 000    | Ciudad Quesada         |
| SD Santos               | Stade Ebal Rodríguez          | 3 000    | Guápiles               |
| Deportivo Saprissa      | Stade Ricardo Saprissa        | 23 100   | San José               |
| Universidad             | Stade Ecológico               | 1 800    | San José               |

## Compétition
Le tournoi Apertura est divisés en deux phases :
- La phase de qualification : les vingt-deux journées de championnat.
- La phase finale : le retour des matchs aller-retour allant des demi-finale à la finale.

### Phase de qualification
Lors de la phase de qualification les douze équipes s'affrontent à deux reprises selon un calendrier tiré aléatoirement.
Les quatre meilleures équipes sont directement qualifiées pour la phase finale.
Le classement est établi sur le barème de points classique (victoire à 3 points, match nul à 1, défaite à 0).
Le départage final se fait selon les critères suivants :
- Le nombre de points.
- La différence de buts générale.
- La différence de buts particulière.
- Le nombre de buts marqué.

| Rang | Équipe                  | Pts | J  | G  | N | P  | Bp | Bc | Diff |
| ---- | ----------------------- | --- | -- | -- | - | -- | -- | -- | ---- |
| 1    | Deportivo Saprissa T    | 48  | 22 | 14 | 6 | 2  | 45 | 17 | +28  |
| 2    | LD Alajuelense          | 48  | 22 | 16 | 0 | 6  | 44 | 22 | +22  |
| 3    | AD San Carlos P         | 38  | 22 | 11 | 5 | 6  | 38 | 29 | +9   |
| 4    | CS Herediano            | 38  | 22 | 11 | 5 | 6  | 35 | 26 | +9   |
| 5    | Municipal Pérez Zeledon | 37  | 22 | 10 | 7 | 5  | 31 | 24 | +7   |
| 6    | CS Cartaginés           | 32  | 22 | 8  | 8 | 6  | 40 | 34 | +6   |
| 7    | SD Santos               | 25  | 22 | 7  | 4 | 11 | 26 | 29 | -3   |
| 8    | AD Carmelita            | 24  | 22 | 6  | 6 | 10 | 31 | 40 | -9   |
| 9    | Municipal Grecia        | 24  | 22 | 7  | 3 | 12 | 27 | 36 | -9   |
| 10   | Guadalupe FC            | 23  | 22 | 6  | 5 | 11 | 25 | 40 | -15  |
| 11   | Limon FC                | 20  | 22 | 5  | 5 | 12 | 27 | 43 | -16  |
| 12   | Universidad             | 10  | 22 | 2  | 4 | 16 | 23 | 52 | -29  |

| Légende : Qualifications et relégations | Légende : Qualifications et relégations          |
| --------------------------------------- | ------------------------------------------------ |
|                                         | Qualifié pour la finale et la seconde phase      |
|                                         | Qualifié pour la seconde phase                   |
|                                         | T Tenant du titre P Promu de la saison 2017-2018 |

| Résultats (▼dom., ►ext.)                                   | Alaj | Carm | Cart | Grec | Guad | Here | Lim | MunP | SanC | Sant | Sapr | Univ |
| LD Alajuelense                                             |      | 2-3  | 2-1  | 2-0  | 3-1  | 6-1  | 1-0 | 1-2  | 2-1  | 1-0  | 1-0  | 5-1  |
| AD Carmelita                                               | 0-1  |      | 1-1  | 1-2  | 3-0  | 0-0  | 2-1 | 1-1  | 2-4  | 0-3  | 2-2  | 3-2  |
| CS Cartaginés                                              | 2-3  | 3-2  |      | 2-3  | 5-1  | 3-2  | 3-0 | 3-0  | 1-1  | 4-3  | 0-1  | 2-2  |
| Municipal Grecia                                           | 1-4  | 2-0  | 1-1  |      | 2-0  | 2-0  | 1-2 | 1-2  | 1-0  | 1-1  | 1-3  | 2-1  |
| Guadalupe FC                                               | 0-2  | 2-1  | 1-1  | 1-1  |      | 2-2  | 3-1 | 1-1  | 2-3  | 2-1  | 0-2  | 1-0  |
| CS Herediano                                               | 1-0  | 2-0  | 0-0  | 4-2  | 2-1  |      | 6-2 | 0-1  | 1-0  | 3-0  | 2-0  | 4-0  |
| Limon FC                                                   | 0-1  | 1-1  | 1-3  | 2-1  | 5-2  | 3-0  |     | 0-3  | 1-2  | 0-2  | 1-1  | 3-1  |
| Municipal Pérez Zeledon                                    | 3-1  | 2-2  | 1-1  | 2-1  | 0-1  | 1-1  | 1-1 |      | 2-1  | 2-1  | 0-2  | 2-0  |
| AD San Carlos                                              | 2-1  | 1-2  | 1-1  | 2-1  | 2-1  | 1-2  | 2-0 | 2-1  |      | 2-2  | 2-2  | 2-0  |
| SD Santos                                                  | 0-2  | 2-1  | 3-0  | 2-0  | 0-2  | 0-1  | 1-1 | 1-0  | 0-2  |      | 0-0  | 2-1  |
| Deportivo Saprissa                                         | 2-1  | 3-0  | 4-1  | 1-0  | 2-0  | 1-0  | 4-0 | 2-2  | 3-3  | 2-1  |      | 4-0  |
| Universidad                                                | 1-2  | 3-4  | 1-2  | 3-1  | 1-1  | 1-1  | 2-2 | 0-2  | 1-2  | 2-1  | 0-4  |      |
| - Victoire à domicile - Match nul - Victoire à l'extérieur |      |      |      |      |      |      |     |      |      |      |      |      |

### La phase finale
Les quatre équipes qualifiées sont réparties dans le tableau final d'après leur classement général, le deuxième affrontant le troisième et le premier affrontant le quatrième lors des demi-finales.
En cas d'égalité sur la somme des deux matchs, c'est la position au classement général qui départage les deux équipes, sauf pour la finale où des prolongations puis une séance de tirs au but ont éventuellement lieu.

#### Tableau
|  |                    |            |                |            |            |              |      |        |        |        |        |        |
|  | 1/2 finale         | 1/2 finale | 1/2 finale     | 1/2 finale | 1/2 finale |              |      | Finale | Finale | Finale | Finale | Finale |
|  |                    |            |                |            |            |              |      |        |        |        |        |        |
|  |                    |            |                |            |            |              |      |        |        |        |        |        |
|  | Deportivo Saprissa | (1)        | 0              | 1          | 0(2)       |              |      |        |        |        |        |        |
|  | Deportivo Saprissa | (1)        | 0              | 1          | 0(2)       |              |      |        |        |        |        |        |
|  | CS Herediano       | (4)        | 1              | 0          | 0(4)       |              |      |        |        |        |        |        |
|  | CS Herediano       | (4)        | 1              | 0          | 0(4)       | CS Herediano | (4)  | 2      | 1      | 0(4)   |        |        |
|  |                    |            |                |            |            | CS Herediano | (4)  | 2      | 1      | 0(4)   |        |        |
|  |                    |            | LD Alajuelense | (2)        | 1          | 2            | 0(2) |        |        |        |        |        |
|  | LD Alajuelense     | (2)        | LD Alajuelense | (2)        | 1          | 2            | 0(2) | 1      | 1      | 0(3)   |        |        |
|  | LD Alajuelense     | (2)        |                |            |            |              |      | 1      | 1      | 0(3)   |        |        |
|  | AD San Carlos      | (3)        | 1              | 1          | 0(1)       |              |      |        |        |        |        |        |
|  | AD San Carlos      | (3)        | 1              | 1          | 0(1)       |              |      |        |        |        |        |        |

#### Demi-finales
| Club               | Aller | Retour | Club          | Commentaire       |
| Deportivo Saprissa | 0-1   | 1-0    | CS Herediano  | Tirs au but : 2-4 |
| LD Alajuelense     | 1-1   | 1-1    | AD San Carlos | Tirs au but : 3-1 |

#### Finale
| Match aller     | CS Herediano                          | 2:1   | LD Alajuelense      | Stade Eladio Rosabal Cordero |  |
| 2 décembre 2018 | Yendrick Ruiz 60e · Yendrick Ruiz 75e | (0:0) | Maalique Foster 88e |                              |  |

| Match retour    | LD Alajuelense                                                      | 2:1             | CS Herediano                                                    | Stade Alejandro Morera Soto |  |
| 9 décembre 2018 | Jonathan McDonald 29e · Jonathan Moya 73e                           | (1:0)           | Allan Cruz 55e                                                  |                             |  |
| 9 décembre 2018 | Kenner Gutierrez · Jonathan McDonald · Freddy Alvarez · Roger Rojas | Tirs au but 2:4 | Antonio Pedroza · Edgar Lugo · Pablo Salazar · Randall Azofeifa |                             |  |

#### Gran final
| Match aller      | CS Herediano                           | 2:2   | Deportivo Saprissa                       | Stade Eladio Rosabal Cordero |                             |
| 16 décembre 2018 | Esteban Granados 40e · Aldo Magaña 79e | (0:0) | Johan Venegas 69e · Alejandro Cabral 87e | Arbitrage : Adrían Elizondo  | Arbitrage : Adrían Elizondo |

| Match retour     | Deportivo Saprissa                          | 2:3   | CS Herediano                                             | Stade Ricardo Saprissa    |                           |
| 23 décembre 2018 | Omar Arellano 35e (csc) · Johan Venegas 65e | (2:2) | 48e Jimmy Marín · 70e Christian Reyes · 113e Aldo Magaña | Arbitrage : Pedro Navarro | Arbitrage : Pedro Navarro |

| Vainqueur du Tournoi Apertura 2018 CS Herediano 27e titre |

## Bilan du tournoi
| Tournoi d'ouverture du championnat de football du Costa Rica 2018 |                          |
| Champion                                                          | CS Herediano (27e titre) |
| Dauphin                                                           | LD Alajuelense           |
| Qualifications continentales                                      |                          |
| Ligue de la CONCACAF 2019                                         | CS Herediano             |

## Statistiques

### Buteurs
| Rang | Nom               | Équipe         | Buts |
| 1    | Álvaro Saborío    | AD San Carlos  | 16   |
| 2    | Marcel Hernández  | CS Cartaginés  | 15   |
| 3    | Jonathan McDonald | LD Alajuelense | 14   |